# Réserve naturelle della Tenuta di Acquafredda
La réserve naturelle de la Tenuta di Acquafredda (italien : Riserva naturale della Tenuta di Acquafredda) est une zone naturelle protégée établie en 1997, incluse dans la Commune de Rome, dans la zone Casalotti.
La réserve occupe une superficie de 254 hectares dans l'écosystème environnemental Ponte Galeria - Arrone, dans la banlieue Aurelio à Rome.